# Taťána Akimovová
Taťána Akimovová, celým jménem Taťána Andrejevna Akimovová (rusky Татьяна Андреевна Акимова, * 26. října 1990, Čeboksary, Sovětský svaz, dnes Rusko), je ruská biatlonistka a bronzová medailistka ze smíšené štafety na Mistrovství světa v biatlonu 2017.
Ve světovém poháru dokázala individuálně vyhrát jeden závod, když v sezóně 2016/17 ovládla sprint v českém Novém Městě.

## Výsledky

### Olympijské hry a mistrovství světa
Akimovová se dosavadně účastnila dvou Mistrovství světa v biatlonu a to v norském Oslu a rakouském Hochfilzenu. Individuálně skončila nejlépe na 16. místě ve sprintu v Hochfilzenu. Jako členka ruské smíšené štafety vybojovala na šampionátu v Hochfilzenu bronzovou medaili.
| Sezóna          | D  | Místo      | SP  | SZ  | HZ  | IZ  | ŠT  | SŠT | SZD | Věk    |
| --------------- | -- | ---------- | --- | --- | --- | --- | --- | --- | --- | ------ |
| 2015/16         | MS | Oslo       | 28. | 26. | –   | 39. | 11. | –   | ×   | 25 let |
| 2016/17         | MS | Hochfilzen | 16. | 18. | 23. | 51. | 10. | 3.  | ×   | 26 let |
| nezúčastnila se |    |            |     |     |     |     |     |     |     |        |
| 2020/21         | MS | Pokljuka   | –   | –   | –   | 29. | 11. | –   | –   | 30 let |

Poznámka: Výsledky z mistrovství světa se započítávají do celkového hodnocení světového poháru, výsledky z olympijských her se dříve započítávaly, od olympijských her v Soči se nezapočítávají.

### Juniorská mistrovství
Nezúčastnila se žádného juniorského šampionátu v biatlonu.

## Vítězství v závodech světové poháru

### Individuální
| Datum:            | Místo:                      | Disciplína: |
| ----------------- | --------------------------- | ----------- |
| 16. prosince 2016 | Nové Město na Moravě, Česko | sprint      |